# Armand Godoy
Pour les articles homonymes, voir Godoy.
Armand Godoy, né à La Havane (Cuba) en 1880 et mort à  Lausanne en 1964, est un poète symboliste d'origine cubaine. 
D'abord engagé dans le commerce de tabac cubain, il changera de langue, à quarante ans, pour devenir poète français « dans la langue de Baudelaire » et s'installe à Paris en 1919. Bibliophile et collectionneur, il vouait une admiration toute particulière à ce poète dont il possédait un nombre considérable de documents et de souvenirs, notamment les lettres de Baudelaire à sa mère. 
Profondément attaché aux poètes du Parnasse et du symbolisme, il était le détenteur d'une impressionnante collection de livres, manuscrits, tableaux, gravures et sculptures. Toute l'œuvre de Godoy s'oriente vers une sorte d'apaisement de l'âme et un oubli de la condition  physique du poète par la musicalité des phrases, comme si la sonorité chantante des mots contenait un secret absolu et divin. « Je cherche […] / Les paroles de feu qu’on n’a jamais dites », écrit-il dans Hosanna sur le sistre (1928). 
Au-delà de la musique des mots, c'est le rythme des phrases qui surprend ses contemporains. « M. Armand Godoy est, avant tout, un maître de rythmes, » écrit Joseph Rivière, qui souligne ainsi l’importance de « l’inquiétude rythmique » (l’expression est d’Olivier Messiaen) dans l’art poétique godoyen. « Ce poète, dirait-on, pense par rythmes, s’épand et s’affirme par ondes musicales. » Enfin Paul Petitot nomme Godoy le « prince du rythme ».
Armand Godoy a financé La Phalange, revue littéraire fondée en 1906 par l’initiateur du « musicisme », Jean Royère, à laquelle collaborèrent John-Antoine Nau, Francis Vielé-Griffin, René Ghil, André Spire, Émile Verhaeren, Louis Chadourne, André Gide. « La Phalange fut une des premières revues de conciliation qui parurent dans cette période de fragmentation et de confusion des groupes et des écoles qui suivit immédiatement l’entrée définitive du symbolisme dans l’Histoire littéraire de la France. » 
En 1928 et 1952, l’Académie française lui décerne le prix Heredia pour l’ensemble de son œuvre.

## Œuvres
- A José-Maria de Heredia, sonnets, Lemerre éditeur, Paris, 1925
- Chansons créoles. Les Amis d'Edouard (Champion), Paris, 1926
- Triste et tendre. Emile-Paul Frères, 1927
- Le Carnaval de Schumann. Emile Paul Frères. 1927
- Hosanna sur le sistre, Bernard Grasset éditeur, Paris, 1928
- Monologue de la Tristesse et Colloque de la Joie. Emile Paul Frères. 1928
- Le Drame de la Passion, Bernard Grasset éditeur, Paris, 1929
- Foch. Emile Paul Frères, 1929
- Le Corbeau d'Edgar Poe. (Traduction en vers). Emile-Paul Frères, 1929
- Poèmes choisis de José Marti. (Traduction en vers). Emile Paul Frères, 1929
- Les litanies de la Vierge. Albert Messein. 1930
- Le Brasier mystique. Emile-Paul Frères, 1930
- Quatre Nocturnes (Traduction en vers). Emile Paul Frères. 1930.
- Les Petits Souliers roses de José Marti. (Traduction en vers). Emile Paul Frères. 1931
- Marcel, Poème dramatique. Émile-Paul Frères, Paris, 1932
- Ite, Missa est, Bernard Grasset éditeur, Paris, 1933
- Le Poème de l’Atlantique, Bernard Grasset éditeur, Paris, 1938
- Bréviaire, Emmanuel Vitte éditeur, Lyon, Paris, 1941
- De Vêpres à Matines, Egloff, Fribourg en Suisse, 1944
- Mon fils ! Mon fils !, Egloff, Fribourg en Suisse, 1946
- Rossignol, Egloff, Paris, 1949
- L'Herbier d'Armand Godoy, Egloff, Fribourg en Suisse, 1949
- Sonnets pour l’aube, Bernard Grasset éditeur, Paris, 1949
- Colloque de la joie, Bernard Grasset éditeur, Paris, Paris, 1951
- Dulcinée, Bernard Grasset éditeur, Paris, 1957
- Milosz le poète de l'amour, André Silvaire éditeur, Paris, 1960
- Traductions poétiques, Bernard Grasset éditeur, Paris, 1961